# Aurelio Grimaldi
Aurelio Grimaldi (* 22. November 1957 in Modica) ist ein italienischer Filmregisseur, Drehbuchautor und Schriftsteller.

## Leben
Grimaldi arbeitete als Grundschullehrer, als Regisseur Marco Risi eines von Grimaldis seit 1987 veröffentlichten literarischen Werken, den Roman „Mery per sempre“, durch ihn für die Verfilmung Für immer Mery bearbeiten ließ, die ein großer Erfolg wurde. 1990 schrieb Grimaldi das Drehbuch zu Risis Überleben in Palermo und wandte sich dann selbst der Regie zu. Sein Debütfilm La discesa di Aclà a Floristella war im Programm der Filmfestspiele von Venedig 1992 zu sehen. Auch die beiden folgenden Filme erhielten positive Kritiken und waren auf den Festivals von Locarno und Cannes vertreten. Nach einem Drehbuch für Tinto Brass drehte Grimaldi den wegen seiner erotischen Szenen skandalisierten Il macellaio (1998), dem künstlerisch gescheiterten und von den Kritikern als „Porno über die Emanzipation“ bezeichneten La donna lupo aus dem Folgejahr auch eine Pier Paolo Pasolini gewidmete Trilogie (Nerolio 1996, Rosa Funzeca 2002, Un mondo d'amore 2003). Auch ein Kinderfilm entstand, Iris (2000), der beim Kinderfilmfestival Schlingen ausgezeichnet wurde. Wieder erotischen Themen widmete sich der Kostümfilm L'educazione sentimentale d'Eugénie aus dem Jahr 2005. 2010 folgte mit L'ultimo re sein bislang letzter Kinofilm.
Neben seiner cineastischen Tätigkeit veröffentlichte Grimaldi weiterhin Romane. Auf Deutsch erschien 1993 „Die Geschichte von Enza“.
1995 erhielt Grimaldi für die Verfilmung seines Romans Le buttone den Preis der Niederländischen Filmkritik.

## Filmografie (Auswahl)

### Regie
- 1992: Aclàs Abstieg nach Floristella (La discesa di Aclà a Floristella)
- 1995: Le buttone
- 1996: Nerolio
- 1998: Il macellaio
- 1999: La donna lupo
- 2000: Iris
- 2002: Rosa Funzeca
- 2003: Un mondo d'amore
- 2005: L'educazione sentimentale d'Eugénie
- 2010: L'ultimo re

### Drehbuch
- 1989: Für immer Mery (Mery per sempre)
- 1990: Überleben in Palermo (Ragazzi fuori)